# Municipio de Pomorie
El municipio de Pomorie (búlgaro: Община Поморие) es un municipio búlgaro perteneciente a la provincia de Burgas.
En 2013 tiene 27 611 habitantes.
En la capital municipal Pomorie vive la mitad de la población municipal. El resto de la población se reparte entre las siguientes localidades: Aheloy, Aleksandrovo, Bata, Gaberovo, Goritsa, Galabets, Dabnik, Belodol, Kableshkovo, Kamenar, Kozichino, Kosovets, Laka, Medovo, Poroy y Stratsin.
Se ubica en el noreste de la provincia, hallándose su extremo meridional en la costa del mar Negro.